# Ousmane Barry
Elhadj Ousmane Barry (auch bekannt als Pato) (* 27. September 1991 in Conakry) ist ein guineischer Fußballspieler. Aktuell steht der Stürmer beim JK Tammeka Tartu in der estnischen Meistriliiga unter Vertrag. 

## Vereinskarriere
Ousmane Barry spielte von 2008 bis 2011 in seiner Heimat Guinea beim Horoya AC. Von 2011 bis 2012 spielte der Stürmer beim tunesischen Spitzenklub dem Étoile Sportive du Sahel aus Sousse. Für die Rot-Weißen spielte er nur achtmal im Championnat de Tunisie und traf einmal im Ligaspiel gegen Jeunesse Sportive Kairouanaise zum zwischenzeitlichen 1:1-Ausgleich. Im August 2012 unterschrieb Barry einen Vertrag beim estnischen Klub Tammeka Tartu, nachdem er dort zuvor ein Probetraining absolviert hatte und zu überzeugen wusste. In Tartu erzielte er bis zum Saisonende in sechs Spielen vier Tore, woraufhin der Vertrag bis Juni 2015 verlängert wurde. Im Januar 2013 wechselte er auf Leihbasis zum griechischen Zweitligisten AO Kavala, für den er bis zum Saisonende in 19 Spielen 6 Tore erzielte.

## Nationalmannschaft
Barry debütierte 2011 in der Nationalmannschaft Guineas. Mit der Auswahl nahm er an der Afrikameisterschaft 2012 in Äquatorialguinea und Gabun teil, wobei er nur im Auftaktspiel gegen Mali zum Einsatz kam, nachdem er für Ismaël Bangoura eingewechselt wurde.